# Agostino Veneziano
Agostino Veneziano původním jménem Agostino de' Musi (asi 1490 Benátky – asi 1540 Řím) byl italský renesanční rytec.

## Život
Vyučil se v Benátkách a zpočátku (1512 až 1514) kopíroval reprodukce Albrechta Dürera a Giulia Campagnola. Poté začal tvořit vlastní díla. V letech 1515 až 1516 pobýval ve Florencii a po přesídlení do Říma pracoval v dílně Marcantonia Raimondiho, kde patřil k nejvýznamnějším rytcům až do roku 1527 (Sacco di Rome). Většina Agosinových desek byla uchráněna konfiskace a roztavení vojáky Karla V. a byla v dalších letech opět použita. Agostino se vrátil do Benátek . Navštívil Mantovu a Florencii a v letech 1531 až 1536 opět pracoval v Římě. Zde pravděpodobně i zemřel.

## Dílo
Přestože většina jeho prací nese jeho monogram, existují sporné, neoznačené případy. Například jeho nejznámější tisk Lo stregozzo (Kouzelníci), extravagatní fantazie vymykající se jeho tvorbě. U některých děl je spor o autorství mezi ním a Campagnolou nebo mezi ním a Raimondim (ale i jinými).
Jeho tisk známý jako Lezci (1521) zachycuje část kartonu nakresleného Michelangelem pro rozsáhlou malbu Bitva u Cascina pro Palazzo Vecchio ve Florencii (která nebyla nikdy dokončena). Vytvořil velkou sérii s příběhem Psyché na námět Michaela Coxcie.
Jeho kariéra se po Sacco di Rome už nevrátila na původní úroveň. Vytvářel reprodukce děl Raffaela, Giulia Romana a dalších, občas dělal nové verze svých starších děl. V posledním římském období vytvářel série tisků antických váz, které byly prvními příklady obrazů starožitností.
Passavant Agostinovi přisuzuje 188 tisků, ale dle nových průzkumů konečný počet bude pravděpodobně vyšší. 144 z nich je podepsáno jeho monogramem.